# Административное деление СССР на 1 января 1937 года

## СССР. 1 января 1937 года
СССР делился на республики
- общее число союзных республик — 11
- общее число краёв и областей — 47, в том числе:

1. общее число краёв — 5
2. общее число областей — 42

- общее число округов — 35, в том числе:

1. общее число национальных округов — 9
2. общее число административных округов — 26

- общее число районов — 3 307
- общее число городов — 755, пгт — 616, городских районов — 249
- общее число сельсоветов — 62 585
- столица СССР — город Москва
- вновь образованы:

1. Казахская ССР (5 декабря 1936 года) из Казакской АССР
2. Киргизская ССР (5 декабря 1936 года) из Киргизской АССР
  1.     1. Кабардино-Балкарская АССР (5 декабря 1936 года) из АО
    2. Калмыцкая АССР (20 октября 1935 года) из АО
    3. Коми АССР (5 декабря 1936 года) из Коми (Зырян) АО
    4. Марийская АССР (5 декабря 1936 года) из АО
    5. Мордовская АССР (20 декабря 1934 года) из АО
    6. Северо-Осетинская АССР (5 декабря 1936 года) из АО
    7. Удмуртская АССР (28 декабря 1934 года) из АО
    8. Чечено-Ингушская АССР (5 декабря 1936 года) из АО

- упразднен:

1. ЗСФСР (5 декабря 1936 года)

- список республик:

1. РСФСР (г. Москва)
  1.     1. Башкирская АССР (г. Уфа)
    2. Бурят-Монгольская АССР (г. Улан-Удэ)
    3. Дагестанская АССР (г. Махачкала)
    4. Кабардино-Балкарская АССР (г. Нальчик)
    5. Калмыцкая АССР (г. Элиста)
    6. Карельская АССР (г. Петрозаводск)
    7. Коми АССР (г. Сыктывкар)
    8. Крымская АССР (г. Симферополь)
    9. Марийская АССР (г. Йошкар-Ола)
    10. Мордовская АССР (г. Саранск)
    11. АССР Немцев Поволжья (г. Энгельс)
    12. Северо-Осетинская АССР (г. Орджоникидзе)
    13. Татарская АССР (г. Казань)
    14. Удмуртская АССР (г. Ижевск)
    15. Чечено-Ингушская АССР (г. Грозный)
    16. Чувашская АССР (г. Чебоксары)
    17. Якутская АССР (г. Якутск)
2. Украинская ССР (г. Харьков)
  1.     1. Молдавская АССР (г. Тирасполь)
3. Белорусская ССР (г. Минск)
4. Азербайджанская ССР (г. Баку)
  1.     1. Нахичеванская АССР (г. Нахичевань)
5. Армянская ССР (г. Ереван)
6. Грузинская ССР (г. Тбилиси)
  1.     1. Абхазская АССР (г. Сухуми)
    2. Аджарская АССР (г. Батуми)
7. Казахская ССР (г. Алма-Ата)
8. Киргизская ССР (г. Фрунзе)
9. Таджикская ССР (г. Сталинабад)
10. Туркменская ССР (г. Ашхабад)
11. Узбекская ССР (г. Ташкент)
  1.     1. Кара-Калпакская АССР (г. Нукус, из РСФСР 5 декабря 1936 года)